# Guilhem Ader
Guilhem Ader (en gascon, ou Guillaume Ader ; Lombez, 1567 ? - Gimont 1638) est un médecin, un écrivain et un poète gascon de langue occitane.

## Biographie
Peu de choses sont connues sur sa vie si ce n'est sa ville de naissance, Lombez, le fait qu'il servit comme médecin dans l'armée catholique méridionale d'Henri de Joyeuse et qu'il publia Lou gentilhome gascoun ("Le Gentilhomme Gascon") en 1610, année de la mort du roi béarnais, et qu'il mourut lui-même le 28 juin 1638.
Il est né aux alentours de 1570 à Lombez, en Comminges, et est mort en 1638 à Gimont. Il est plus jeune que deux de ses maîtres, Garros et du Bartas. Il fait ses études à Toulouse où il est membre de la confrérie des pénitents bleus. il y participe au mouvement catholique de son temps. En 1590, il est devant Narbonne avec l'armée de Joyeuse, comme il le signale par un livre qu'il écrit sur la peste. En 1594, il est étudiant à Montpellier avant de devenir médecin à l'hôpital Saint-Jacques de Toulouse.
Il se marie à Gimont en 1599. Il aura au moins cinq enfants dont un fils, Laurent, qui est mentionné dans ses écrits comme écuyer.
Il est l'auteur, en outre d'un traité médical en latin, d'un long poème épique de 2 690 vers alexandrins - Le Gentilhomme Gascon- en gascon sur Henri IV de France et III de Navarre qui représente une riche source de référence lexicale sur le gascon de l'âge d'or et d'un livre de maximes inspirées de Caton - Lou Catounet Gascoun -, recueil de quatrain également en gascon publié en 1607, modifié et reprit en 1608. Après 1611, il ne publie plus que des noëls et des textes latins. Il se consacre à son métier de médecin, donnant des cours aux futurs praticiens toulousains. Il publie des ouvrages de ses leçons.

## Extraits duGentilòme Gascon
Le titre complet est :
Lou Gentilome gascoun, e lous heits de Gouerre deu gran é pouderous Henric Gascoun, Rey de France é de Nauarre. Voudat a Mounseignou lou duc d'Espernon. Per Guilhem Ader Gascoun. ("Le gentilhomme gascon, et les faits de guerre du puissant Henri, Roi de France et de Navarre. Dédiés à Monseigneur le duc d'Espernon. Par Guilhèm Adèr, gascon")
Le chapitre "L'esgrimo" ("l'escrime) du premier livre conte l'éducation du protagoniste :
(Les extraits ci-dessous ne sont pas dans la graphie de l'auteur.) 
En aco de prumé noste cadèt s'endreço.

E per auer coum cau d'un cavalié l'adreço,

Coum aquiu dab lous pès, aro aci dab las mans,

Apren, espadassin, lou joc dou coutelas :

Per aco dab flourets ou d'espaso souleto,

Cap et cap vigourous d'un aute s'acouleto.
.
Plus loin, dans le livre II « Perpaus de Gascon » ("propos gascon"):
Anem, coma davant, fanfarra la trompeta !

Non leishem deu guarrèr la campanha soleta,

Ditz lo brave lavetz, huratem lo país,

Netegem de lairons passatges e camins.

Haçam parlar de nos, anem, braves gendarmas,

Abriga gents de ben l'ombra de nòstas armas.

Haça, valent e just, la tropa deu Gascon

Que sia tornat com cau a cadun lo son,

Que posca lo pagés acoeitivar sa tèrra,

traficar lo marchand en despieit de la guèrra.

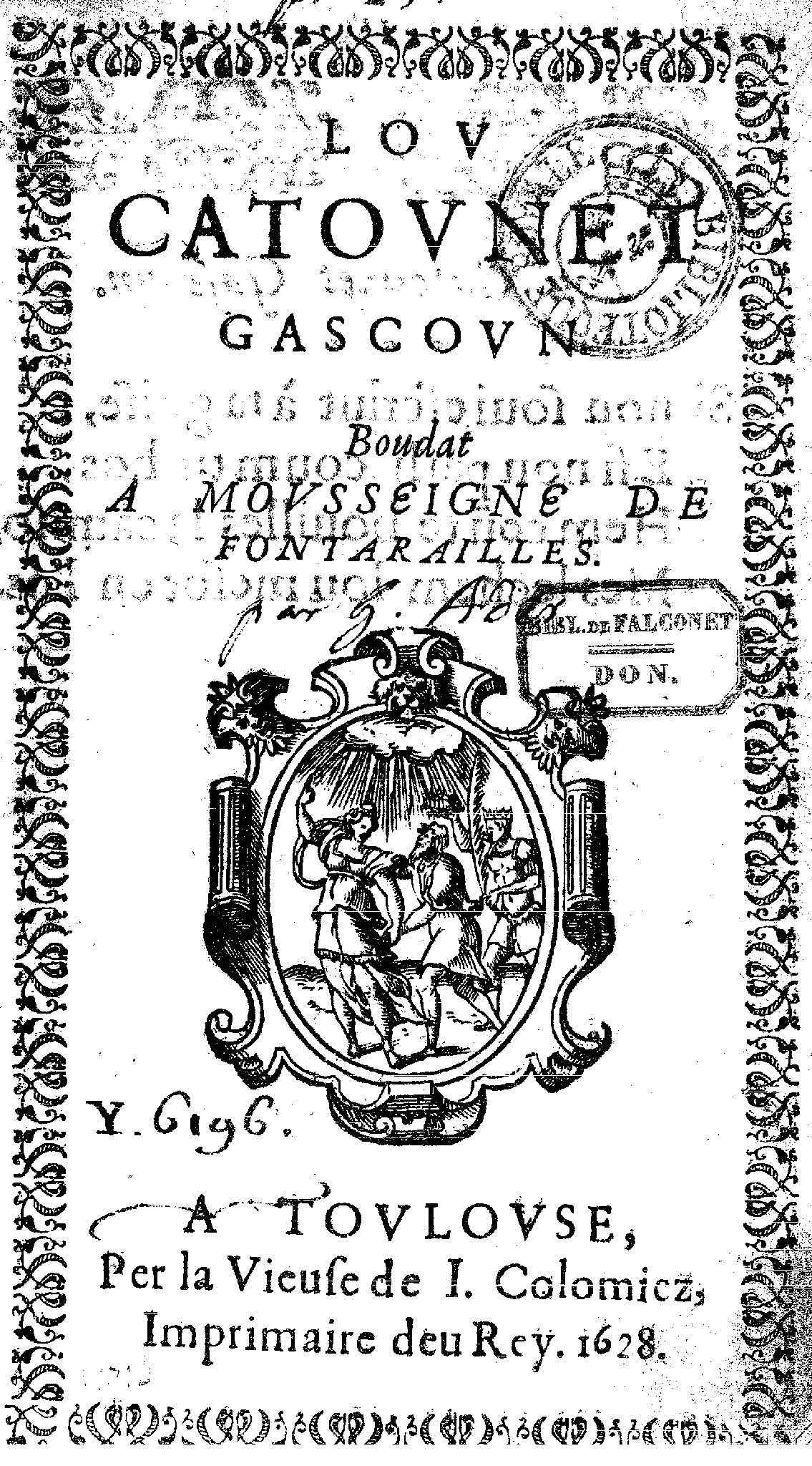

### Éditions d'Ader

#### Lo catonet
- Ader, Guillaume. Lou catounet gascoun. 1607. 1607 Disponible en ligne sur le site de la bibliothèque de Toulouse
- Ader, Guillaume. Lou catounet gascoun. Tolose [Toulouse] : Boude, 1611. Disponible en ligne sur le site gallica.bnf.fr
- Ader, Guillaume. Lou Catounet gascoun. Toulouse : Colomiez, 1612. Disponible en ligne sur le site gallica.bnf.fr
- Ader, Gullaume.  Lou Catounet gascoun. Toulouse : Colomiez, 1628. Disponible en ligne sur le site gallica.bnf.fr
- Ader, Guillaume. Lou Catounet gascoun. Bordeau : Lafargue, 1865. Disponible en ligne sur le site gallica.bnf.fr
- Ader, Guillaume. Lou Catounet gascoun. Auch : Cocharau, 1904. Disponible en ligne
- Guilhèm Ader. Lo Catonet gascon, Ortès [Orthez] : Per Noste, [1607] 2008.

#### Lo Gentilòme gascon
- Ader, Guillem. Lou Gentilome gascoun, é lous heits de gouerre deu gran é pouderous Henric Gascoun, rey de France é de Naouarre. Toulouse : Colomiès, 1610. Disponible en ligne sur le site gallica.bnf.fr
- Ader, Guillaume - Alfred Jeanroy, Poésies de Guillaume Ader, publiées avec notice, traduction et Notes. Toulouse : Privat, 1904. Édition disponible en ligne sur google.com
- Guilhèm Ader. Lo Gentilòme gascon, Ortès [Orthez] : Per Noste, [1610] 2010.

### Œuvre médicale en latin
- Ader, Guilhem. Guillelmi Ader medici Enarrationes, De aegrotis et morbis in Evangelio. Opus in miraculorum Christi Domini amplitudinem ecclesiae christianae elimatum. 1620. Édition disponible sur le site de l'Université de Toulouse

#### Critique
- Fausta Garavini, La letteratura occitanica moderna, Sansoni, Bologne, 1970.
- Philippe Gardy, Guilhem Ader (1567?-1638), actes du colloque de Lombez (21-22 septembre 1991), Centre International de Documentacion Occitana, Béziers, 1992.
- Philippe Gardy, Histoire et anthologie de la littérature occitane, Tome II, l'âge du baroque - 1520 -1789, Presses du Languedoc, Montpellier, 1997.

## Pour approfondir